# Барбона, Давид
Давид Матиас Барбона (исп. David Matías Barbona; родился 22 февраля 1995 года, Буэнос-Айрес) — аргентинский футболист, полузащитник клуба «Тихуана», выступающий на правах аренды за клуб «Дефенса и Хустисия».

## Биография
Барбона — воспитанник клуба «Нуэва Чикаго». 2 июня 2013 года в матче против «Дуглас Хайг» он дебютировал в аргентинской Примере B. 18 февраля 2014 года в поединке против «Эстудиантес Касерос» Давид забил свой первый гол за «Нуэва Чикаго». В этом же году Барбона помог клубу выйти в элиту.
В начале 2015 года Давид перешёл в «Эстудиантес». Сумма трансфера составила 750 тыс. евро. 16 февраля в матче против «Арсенала» из Сранади он дебютировал в аргентинской Примере. 9 мая в поединке против «Темперлей» Барбона забил свой первый гол за «Эстудиантес».
Летом 2016 года Давид на правах аренды перешёл в «Атлетико Тукуман». 13 сентября в матче против «Арсенала» из Саранди он дебютировал за новую команду. 12 декабря в поединке против «Кильмеса» Барбона забил свой первый гол за «Атлетико Тукуман». В 2017 году в матчах Кубка Либертадорес против эквадорского «Эль Насьональ» и боливийского «Хорхе Вильстерманн» он забил по голу.